# ایتایاناگی، آئوموری
ایتایاناگی، آئوموری (به لاتین: Itayanagi, Aomori) یک منطقهٔ مسکونی در ژاپن است که در استان آئوموری واقع شده‌است. ایتایاناگی ۴۱٫۸۸ کیلومتر مربع مساحت و ۱۴٬۱۳۶ نفر جمعیت دارد.

## خواهرخوانده
شهر یاکیما، واشینگتن خواهرخواندهٔ ایتایاناگی، آئوموری هست.